# Leptopsilopa andiana
Leptopsilopa andiana är en tvåvingeart som beskrevs av Wayne N. Mathis 2006. Leptopsilopa andiana ingår i släktet Leptopsilopa och familjen vattenflugor.
Artens utbredningsområde är Peru. Inga underarter finns listade i Catalogue of Life.